# Bill Mazeroski
William Stanley „Bill“ Mazeroski (* 5. September 1936 in Wheeling, West Virginia) ist ein ehemaliger US-amerikanischer Baseballspieler. Mazeroski, dessen Spitzname „Maz“ war, spielte seine gesamte Karriere (1956–1972) bei den Pittsburgh Pirates in den Major League Baseball (MLB).
Maz war wichtiger Bestandteil der Pirates bei den Siegen in der World Series 1960 und 1971. Im Jahr 2001 wurde Mazeroski in die Baseball Hall of Fame aufgenommen.
Bekannt ist Mazeroski vor allem aufgrund seines Home Runs in der World Series 1960, mit dem er das siebte Spiel und damit die Serie entschied. Nach wie vor ist dies der einzige spiel- und serienentscheidende Home Run in Spiel 7 einer World Series.